# Mechanisch weefgetouw

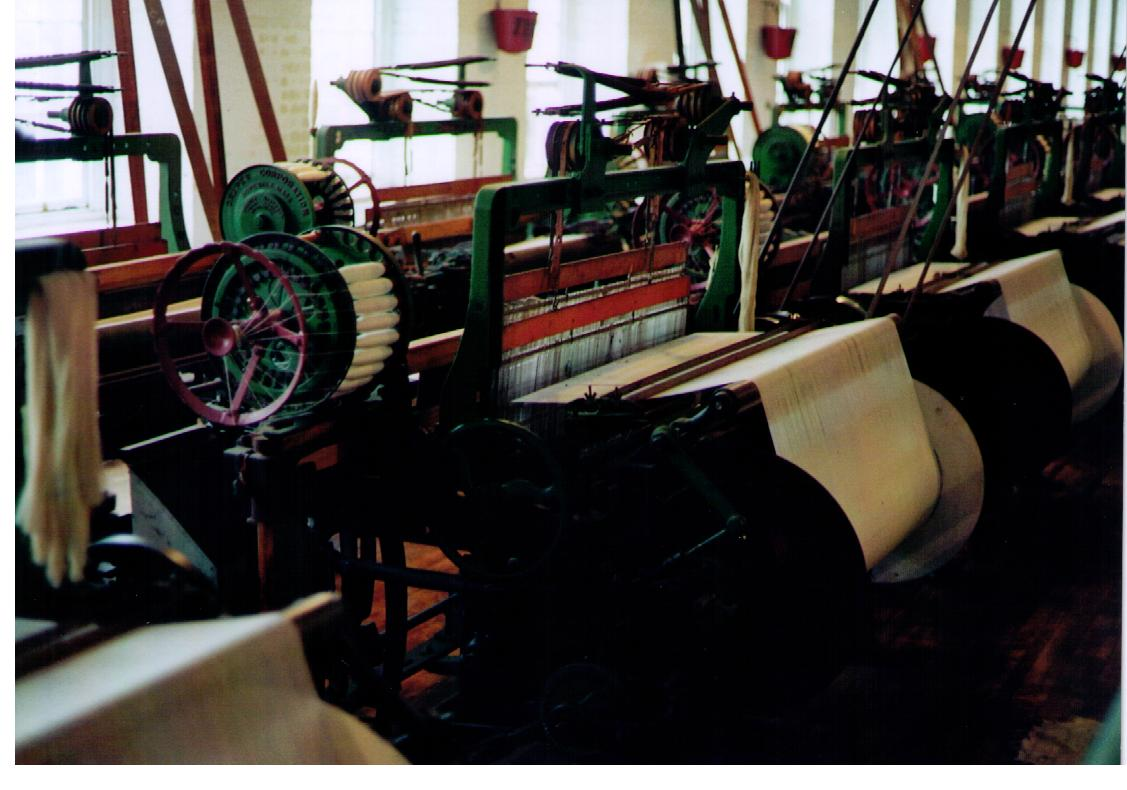
Northrop weefgetouw in textielmuseum in Lowell (Massachusetts).

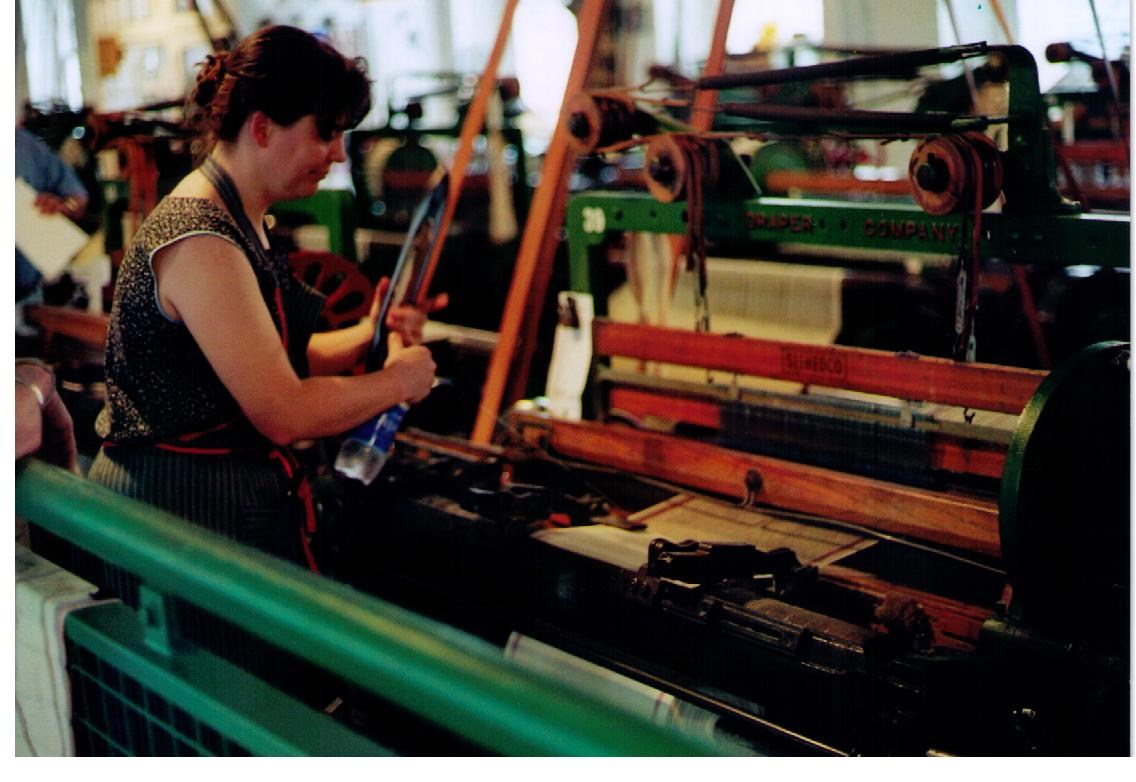
Draper weefgetouw in hetzelfde textielmuseum.

Een mechanisch weefgetouw of weefmachine ((en) :power loom) is een weefgetouw voorzien van een aandrijving, waarmee mechanisch en automatisch textiel geweven kan worden.

## Geschiedenis

### Oorsprong
Reeds in 1678 ondernam de Franse ingenieur Pierre de Gennes een poging om het weefgetouw te mechaniseren, gevolgd door Vaucanson in 1745. Deze machines werkten nogal omslachtig en vonden nauwelijks toepassing. Toen de spinmachine echter eenmaal was uitgevonden nam de productie van garen toe en daarmee de behoefte om ook de weefcapaciteit te vergroten.
De ontwikkeling van de eerste bruikbare weefmachine of power loom is te danken aan Edmund Cartwright. De diverse handelingen die bij het weven verricht moesten worden werden aangestuurd door een as waarop zich instelbare excentrieken bevonden. Oorspronkelijk was deze machine gebouwd om met een slinger door handkracht bewogen te worden, maar dit was zeer zwaar werk en bovendien kwamen de voordelen van deze machine pas tot uiting bij een krachtbron met meer vermogen: waterkracht en later stoomkracht. Ook de arbeidsproductiviteit werd verhoogd, want doordat beveiligingsmechanismen waren ingebouwd die, bijvoorbeeld bij draadbreuk, de machine automatisch stopzetten, kon een enkele persoon al spoedig meerdere machines bedienen. De eerste, nauwelijks bruikbare, machine werd geconstrueerd in 1779, maar hij verbeterde zijn weefmachine voortdurend en in 1787 opende hij een eigen fabriek.
Het bracht hem geen geluk. De wevers zagen in de machine een bedreiging voor hun bestaan en allerlei schuldeisers zorgden ervoor dat hij financieel geruïneerd werd. Hoewel Cartwright ten onder ging bleek de machine een groot succes. In 1803 wist William Radcliffe enige significante verbeteringen aan te brengen in de doorvoer van scheringdraden, waarmee het mechanisch weefgetouw economisch een stuk interessanter werd. In 1800 waren er in Engeland al fabrieken met 200 door stoomkracht aangedreven weefgetouwen. Deze ontwikkeling zette in de 19e eeuw sterk door getuige de volgende tabel:

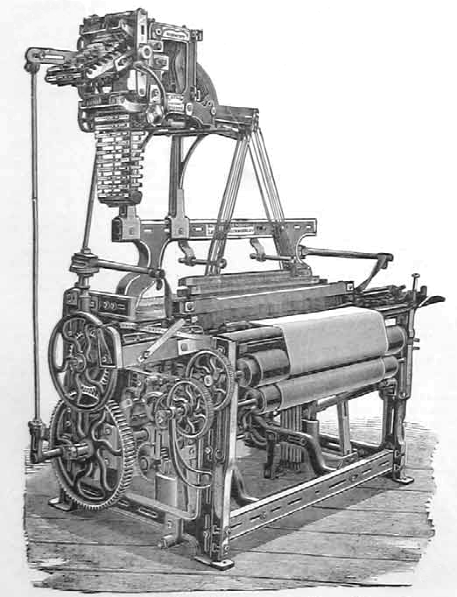
Weefgetouw uit 1890s met een dobby-kop.

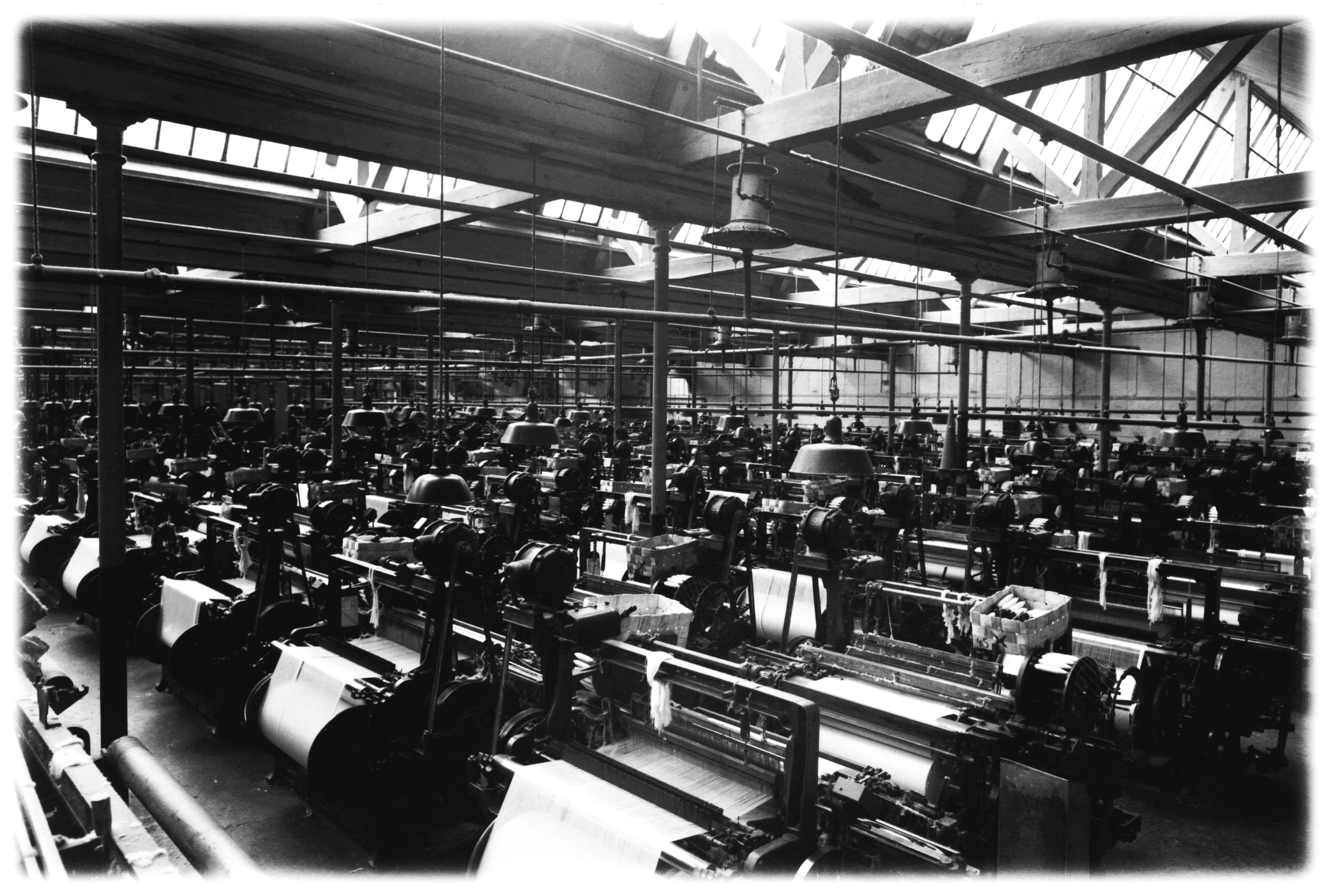
Zo'n 1200 mechanisch weefgetouwen in de Plevna-fabriek van Finlayson & Co in Tampere, Finland.

| Jaar                | 1803  | 1820   | 1829   | 1833    | 1857    |
| ------------------- | ----- | ------ | ------ | ------- | ------- |
| Aantal weefgetouwen | 2.400 | 14.650 | 55.500 | 100.000 | 250.000 |

Aantal weefgetouwen in Engeland in 19e eeuw

### Verdere technische ontwikkelingen in de 19e eeuw
Vervolgens werd getracht om de snelheid van het weven op te voeren. Daartoe moest het proces beter worden gecontroleerd en de nauwkeurigheid opgevoerd. Na 1820 werden de machines van ijzer in plaats van hout vervaardigd. Met 110 inslagen per minuut waren de stoomweefgetouwen omstreeks 1850 al dubbel zo snel als handweefgetouwen. Dit bevorderde de introductie van het stoomweefgetouw ten zeerste.
Een volgende stap betrof het integreren van voorbereidende en controlerende handelingen, waarmee een begin van automatisering zijn intrede deed. Spoelen wisselen behoorde tot deze handelingen. Het scientific management bracht arbeidsdeling met zich mee waardoor de bezigheden van de wever verder werden gerationaliseerd.
De Northrop-weefmachine uit de Verenigde Staten was een half-automatische machine die in 1894 werd gepatenteerd. Hiermee kon een wever wel 24 getouwen tegelijk bedienen. In de Verenigde Staten, waar een gebrek aan arbeidskrachten heerste, werd deze machine in snel tempo ingevoerd; in Engeland en op het Europese continent verscheen ze pas massaal na 1930.

### Recente ontwikkelingen
Grotere snelheden werden ook bereikt met nieuwe manieren om de inslag in te brengen. De massa van de schietspoel beperkte de snelheid van de weefmachine. Daarom maakte de Sulzer-weefmachine ofwel het spoelloze getouw uit 1954 gebruik van een projectiel dat de draad door de scheringdraden schoot, waarna deze vervolgens werd afgesneden en het projectiel terugkeerde. Hiermee waren draadsnelheden tot 100 km/uur mogelijk en snelheden tot ruim 200 inslagen per minuut mogelijk. Later kwam ook het grijpergetouw, waar een grijpertje de draad naar het midden van de sprong bracht en een ander grijpertje het verder trok. Hiermee kon men 400 inslagen per minuut behalen. Ten slotte heeft men het waterjet getouw en het airjet getouw (een Nederlandse ontwikkeling van te Strake in Deurne) gebouwd, waarbij de inslagdraad door de sprong werd geschoten door een waterstraaltje respectievelijk een schot perslucht.
De automatisering van het mechanisch weefgetouw is echter al veel eerder begonnen. Zo bouwde Joseph-Marie Jacquard reeds omstreeks 1790 een mechanisch weefgetouw, waarvan de patroonvorming werd aangestuurd met ponskaarten. Verder weren controles ingebouwd op inslag- en kettingbreuken, die de machine bij een fout automatisch stopzetten.
Eind jaren 70 werd de computer geïntroduceerd. Deze registreerde eerst alleen de kwaliteit van het garen en de stops van de machine, later werden meer controles over de functies van de machine ingebouwd (een luchtweefmachine kan niet werken zonder computerbesturing) en uiteindelijk de besturing van de kettingdraden via dobby en jacquard. Hiermee kunnen de designs op een pc eenvoudig worden aangepast. Het systeem van het aansturen met ponskaarten wordt nu nog steeds gebruikt bij draaiorgels om de muziek te laten klinken. Hiervoor worden kartonnen orgelboekjes gebruikt die zijn gebaseerd om de ponskaarten waarmee jacwuard-weefgetouwen werden aangestuurd.